# John Donald Wilkinson
John Donald Wilkinson (* 28. März 1929 in Wimbledon (London); † 13. Januar 2018) war ein britischer anglikanischer Kirchenhistoriker.

## Leben
Er studierte zunächst am Merton College in Oxford Classics und anschließend Theologie am Cuddesdon Theological College. 1954 wurde er Diakon, 1957 zum Priester geweiht. Anschließend war drei Jahre lang Kurat an St. Dunstan und All Saints in Stepney. Nach einer kurzen Unterrichtszeit am Ely Theological College im Jahr 1960 ging Wilkinson 1961 als Tutor an das St. George’s College nach Jerusalem. 1963 kehrte er nach London zurück und arbeitete an der United Society for the Propagation of the Gospel. 1969 kehrte er nach Jerusalem zurück, wo er Dean of Studies am St. George’s College wurde. 1975 ging er wieder nach London, wo er bischöflicher Director of Clergy Training und Kurat von Holy Trinity, Kensington Gore, und All Saints, Ennismore Gardens, wurde. Von 1979 bis 1984 war er Direktor der British School of Archaeology in Jerusalem.

## Schriften (Auswahl)
- Egeria’s Travels to the Holy Land. 1971.
- Jerusalem as Jesus knew it. Archaeology as evidence. London 1978, ISBN 0-500-27099-6.
- Column Capitals in al Haram al Sharif (from 138 AD to 1118 AD). Jerusalem 1987.
- (Hrsg.): Jerusalem pilgrimage, 1099–1185. London 1988, ISBN 0-904180-21-2.
- Jerusalem pilgrims before the crusades. Warminster 2002, ISBN 0-85668-746-4.
- From synagogue to church. The traditional design. Its beginning, its definition, its end. London 2002, ISBN 0-7007-1320-4.